# Familia extensa

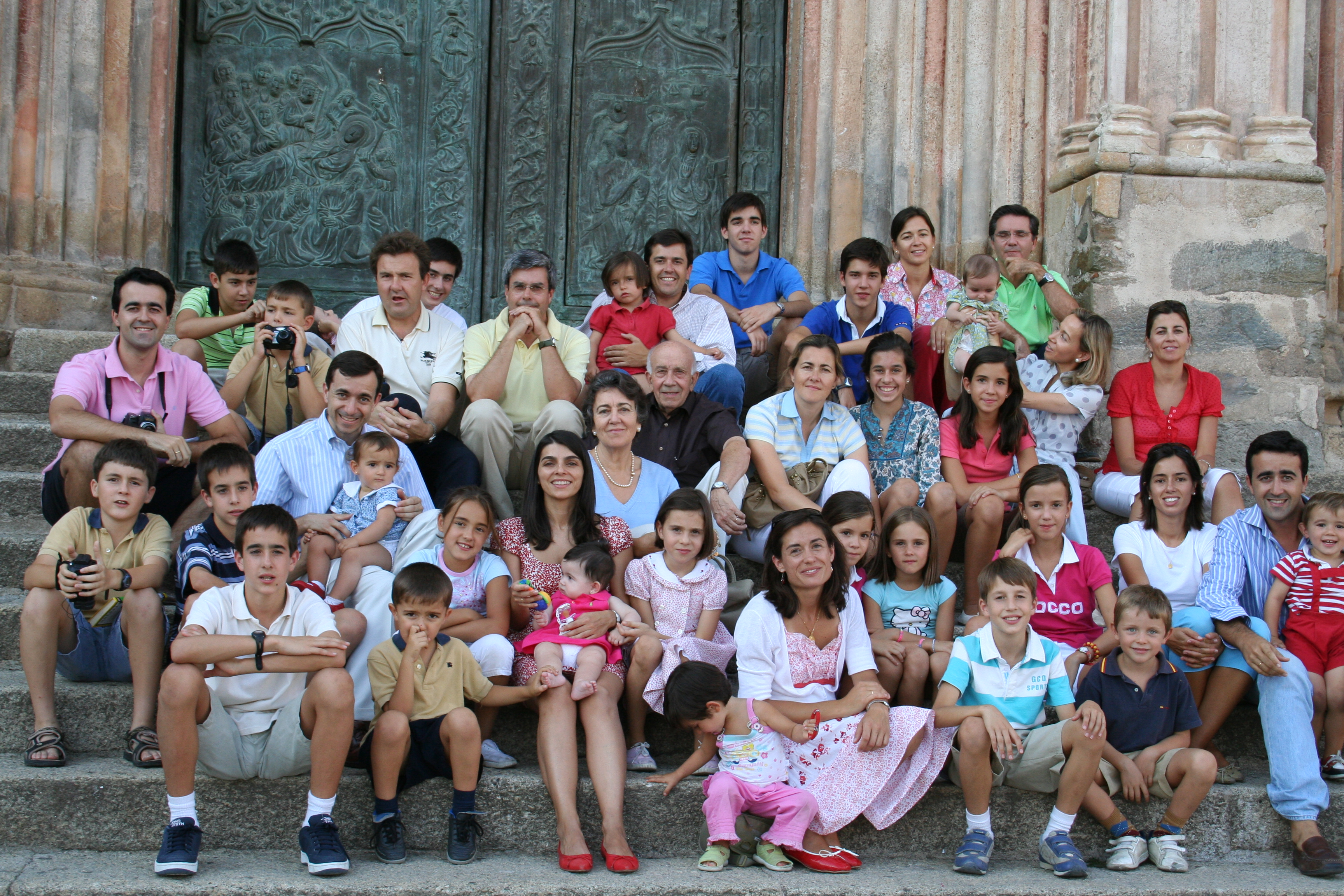
Familia extendida de España.

La familia extendida o familia compleja es un concepto usado en sociología que consta de varios significados. En primer lugar es empleado como sinónimo de familia consanguínea. En segundo lugar, en aquellas sociedades dominadas por la familia conyugal, refiere a la parentela —una red de parentesco céntrica que se extiende más allá del grupo doméstico—, misma que está excluida de la familia conyugal. Una tercera acepción es aquella que define a la familia extendida como aquella estructura de parentesco que habita en una misma unidad doméstica (u hogar) y está conformada por parientes pertenecientes a distintas generaciones.
En las familias extendidas, la red de afines actúa como una comunidad cerrada. Este tipo de estructuras parentales puede incluir a los padres con sus hijos, los hermanos de los padres con sus hijos, los miembros de las generaciones ascendentes, tíos, abuelos, bisabuelos o de la misma generación. Además puede abarcar parientes no consanguíneos, como hermanastros, hijos adoptivos o putativos. Todo lo anterior establece un contraste con la pequeña familia nuclear. 
En las culturas donde la familia extendida es la forma básica de la unidad familiar, la transición de un individuo hacia la adultez no implica necesariamente la separación de sus parientes o de sus padres. Cuando un pequeño crece, se traslada al más amplio y real ámbito de los adultos, aun cuando en circunstancias normales establezca una identidad separada del resto de su comunidad.

## Descripción
En algunas circunstancias, la familia extensa viene a vivir con o en lugar de un miembro de la familia inmediata. Estas familias incluyen, en un mismo hogar o cerca de él, a otros parientes además de la familia inmediata. Un ejemplo sería un padre anciano que se muda con sus hijos debido a su avanzada edad. En las culturas occidentales modernas dominadas por las construcciones de familia inmediata, el término se ha llegado a utilizar genéricamente para referirse a los abuelos, tíos, tías y primos, vivan o no juntos dentro del mismo hogar. Sin embargo, también puede referirse a una unidad familiar en la que conviven varias generaciones dentro de un mismo hogar. En algunas culturas, el término se utiliza como sinónimo de familia consanguínea.
La familia troncal es un tipo de familia extensa, descrita por primera vez por Frédéric Le Play. Los padres vivirán con un hijo y su cónyuge, así como con los hijos de ambos, mientras que otros hijos abandonarán la casa o permanecerán en ella, solteros. La familia troncal se asocia a veces con prácticas de herencia no igualitarias, como en Japón y Corea, pero el término también se ha utilizado en algunos contextos para describir un tipo de familia en la que los padres viven con un hijo casado y su cónyuge e hijos, pero la transmisión de tierras y bienes muebles es más o menos igualitaria, como en el caso de la Rumanía tradicional, noreste de Tailandia o Mesoamérica pueblos indígenas.  En estos casos, el hijo que cuida de los padres suele recibir la casa además de su propia parte de tierras y bienes muebles.

## Sociología
A menudo, se ha presumido que los grupos familiares extensos que comparten un mismo hogar disfrutan de ventajas específicas, como un mayor sentimiento de seguridad y pertenencia debido a que comparten un conjunto más amplio de miembros que sirven de recursos durante una crisis, y más modelos de conducta que ayudan a perpetuar el comportamiento y los valores culturales deseados. Sin embargo, incluso en las culturas en las que se espera que los adultos abandonen el hogar tras el matrimonio para fundar sus propios hogares nucleares, la familia extensa suele formar una importante red de apoyo que ofrece ventajas similares. Especialmente en las comunidades de clase trabajadora, los hijos adultos tienden a establecer sus propios hogares en la misma zona general que sus padres, tíos y abuelos. Estos miembros de la familia ampliada tienden a reunirse a menudo para eventos familiares y a sentirse responsables de ayudarse y apoyarse mutuamente, tanto emocional como económicamente.
Mientras que las familias contemporáneas pueden considerarse más móviles en general que en el pasado, los sociólogos encuentran que esto no ha resultado necesariamente en la desintegración de las redes familiares extendidas. Más bien, ayudas tecnológicas como Internet y sitios de redes sociales como Facebook se utilizan ahora comúnmente[¿dónde?] para mantener el contacto y mantener estos lazos familiares.
Sobre todo en el caso de los hogares monoparentales, puede ser útil que los miembros de la familia extensa compartan un mismo hogar para compartir la carga de hacer frente a los gastos. Por otro lado, compartir un hogar puede suponer una desventaja en función del tamaño y el número de familias implicadas, especialmente cuando sólo unos pocos miembros asumen la mayor parte de la responsabilidad de cubrir los gastos de las necesidades básicas de la familia.
Se calcula que 49 millones de estadounidenses (el 16,1% de la población total) viven en hogares formados por tres o más generaciones, frente a los 42 millones del año 2000. Esta situación es similar en Europa Occidental. Otro 34% vive a menos de un kilómetro de sus hijos.

## La familia extensa alrededor del mundo
Las definiciones de la familia extensa persisten notablemente en el Oriente Próximo, Oriente Medio, Magreb y en África; en las estructuras familiares tradicionales de los países mediterráneos como Grecia, Italia, España y Portugal —aunque en estos países a partir del siglo XX tiende a prevalecer cada vez menos en las grandes ciudades, debido a las pautas sociales que les impone el estilo de vida de las sociedades industriales— y en toda América Latina y el Caribe. 
En algunas sociedades —especialmente las no occidentales, pero no sólo en ellas— la familia extensa constituye el tipo básico de familia, en contraste con la familia nuclear, que es el tipo familiar por antonomasia entre las naciones occidentales. Las sociedades donde la familia extensa es común son definidas como sociedades de cultura colectivista, o en otras palabras, son sociedades donde los intereses del individuo quedan supeditados a los intereses de la colectividad.
En una familia extendida, los padres y las familias de sus hijos a menudo pueden vivir bajo un mismo techo. Este tipo de familia a menudo incluye varias generaciones en la familia. De tres a cuatro generaciones permanecen juntas bajo un mismo techo. La familia conjunta sigue una cultura común, tiene los mismos derechos sobre la propiedad y celebra todos los festivales y funciones de la familia juntos. Son un grupo coherente. De una cultura a otra, la variación del término puede tener diferentes significados. Desde mediados del siglo XX, con el aumento de la urbanización y el individualismo y luego la globalización, este tipo de familia ha ido retrocediendo, en especial en las grandes ciudades de Occidente.
En la familia conjunta, la carga de trabajo se comparte entre los miembros. El patriarca de la familia (a menudo el miembro masculino de mayor edad) es el cabeza de familia. Los abuelos suelen estar involucrados en el proceso de crianza de los niños junto con la orientación y la educación. Como cualquier unidad familiar, el éxito y la estructura dependen de las personalidades de los individuos involucrados.

### México
La sociedad mexicana se compone de unidades trigeneracionales formadas por abuelos, hijos y nietos. Se mantienen relaciones más estrechas con los progenitores de estas familias y se les conoce como parientes o "primos". Cuando uno nace, lo hace en el seno de dos familias extensas, un grupo de parentesco de a veces 70 personas. El grupo actúa tradicionalmente como una unidad de cohesión, poniendo en común recursos e influencia. La familia extensa también está formada por cónyuges y hermanos. Esto contrasta con la familia nuclear estadounidense de dos generaciones.
Algunos estudiosos han utilizado el término "gran familia" para describir la estrecha relación entre abuelos, hijos y nietos en la sociedad mexicana. Larissa A. Lomnitz y Marisol Pérez-Lizaur, por ejemplo, describen la gran familia como "la unidad básica de solidaridad familiar en México", donde las obligaciones familiares básicas entre abuelos, hijos y nietos incluyen "el apoyo económico, la participación en los rituales familiares y el reconocimiento social".

### Subcontinente indio
Históricamente, en el sur de Asia ha prevalecido durante generaciones la tradición del sistema de familia conjunta o familia indivisa. El sistema de familia conjunta es un arreglo familiar extendido que prevalece en todo el subcontinente indio, particularmente en la India, y que consiste en muchas generaciones que viven en el mismo hogar, todas ellas unidas por la relación biológica común. Una familia conjunta patrilineal está formada por un hombre mayor y su esposa, sus hijos e hijas solteras, las esposas de sus hijos y sus hijos. La familia está encabezada por un patriarca, normalmente el varón de más edad, que toma las decisiones económicas y sociales en nombre de toda la familia. La esposa del patriarca suele ejercer el control del hogar, de las prácticas religiosas menores y a menudo ejerce una influencia considerable en los asuntos domésticos. Los ingresos de la familia van a parar a un fondo común, del que se extraen recursos para satisfacer las necesidades de todos los miembros, que son reguladas por los jefes de familia.

### Estados Unidos de América
En EE. UU. las primeras etapas del siglo XX, no era muy común encontrar muchas familias con parientes extendidos en su hogar, lo que puede haberse debido a la idea de que los jóvenes de esta época solían esperar a establecerse y formar un hogar antes de casarse y llenar una casa. A medida que la esperanza de vida aumenta y que programas como la Seguridad Social benefician a los ancianos, éstos empiezan a vivir más tiempo que las generaciones anteriores, lo que puede dar lugar a que las generaciones se mezclen. Según los resultados de un estudio realizado por el Pew Research Center en 2010, aproximadamente 50 millones (casi uno de cada seis) de estadounidenses, entre los que se encuentra un número cada vez mayor de ancianos, viven en hogares con al menos dos generaciones de adultos, y a menudo con tres. Se ha convertido en una tendencia constante que las generaciones mayores se trasladen a vivir con sus hijos, ya que pueden darles apoyo y ayuda en la vida diaria. Las principales razones citadas para este cambio son el aumento del desempleo y la caída de los precios de la vivienda, así como la llegada de nuevos inmigrantes de países asiáticos y sudamericanos. Según la Oficina del Censo de EE. UU., en 2009 había 2,7 millones de abuelos criando a sus nietos. El espectacular aumento de los hogares encabezados por abuelos se ha atribuido a muchos factores, como el abuso de sustancias por parte de los padres. En 2003, el número de "grupos familiares" estadounidenses en los que viven una o más subfamilias en un hogar (por ejemplo, la hija de un cabeza de familia tiene un hijo. La madre y el hijo son una subfamilia) era de 79 millones. 2,6 millones de hogares familiares multigeneracionales de EE. UU. en 2000 tenían un cabeza de familia, los hijos del cabeza de familia y los nietos del cabeza de familia. Esto supone el 65% de los hogares familiares multigeneracionales de EE. UU. Por tanto, es dos veces más frecuente que un abuelo sea el cabeza de familia que los hijos adultos lleven a sus padres a su casa. El aumento del número de hogares multigeneracionales ha creado cuestiones legales complejas, como quién en el hogar tiene autoridad para consentir los registros policiales del hogar familiar o de las habitaciones privadas.
Además de los problemas legales que pueden crear los hogares multigeneracionales, hay problemas que pueden surgir de los hogares en los que los abuelos son los únicos tutores. La Ley de Apoyo a los Abuelos que Crían a los Nietos se convirtió en ley el 7 de julio de 2018 tras ser aprobada por unanimidad en la Cámara de Representantes y el Senado de Estados Unidos. Fue presentada por primera vez en el Senado el 10 de mayo de 2017 por los senadores Susan Collins (R-ME) y Bob Casey Jr. (D-PA). De ahí surgió The Supporting Grandparents Raising Grandchildren Advisory Council, que identificará, promoverá, coordinará y difundirá al público información, recursos y las mejores prácticas disponibles para ayudar a los abuelos y otros familiares mayores tanto a satisfacer las necesidades de los niños a su cargo como a mantener su propia salud física y mental y su bienestar emocionalg.